# Khan di Azim Pascià
Il Khan di Azim Pascià, in arabo خان أسعد باشا, Ḫān Asʿad Bāšā, è il più grande Caravanserraglio della città vecchia di Damasco, in Siria.
Copre una superficie di ben 2.500 metri quadrati e rappresenta un notevole esempio dell'architettura ottomana in città.

## Storia e descrizione

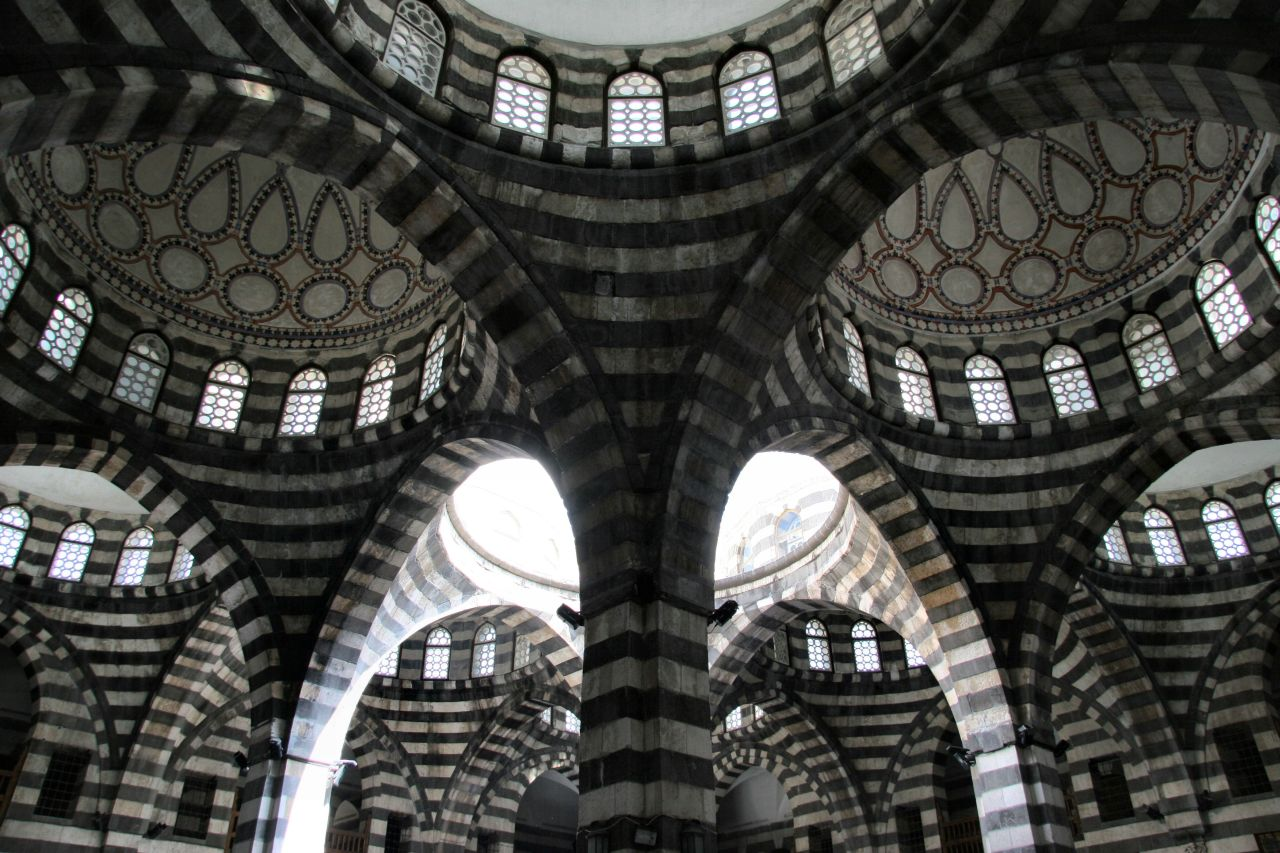
Veduta della copertura a cupole.

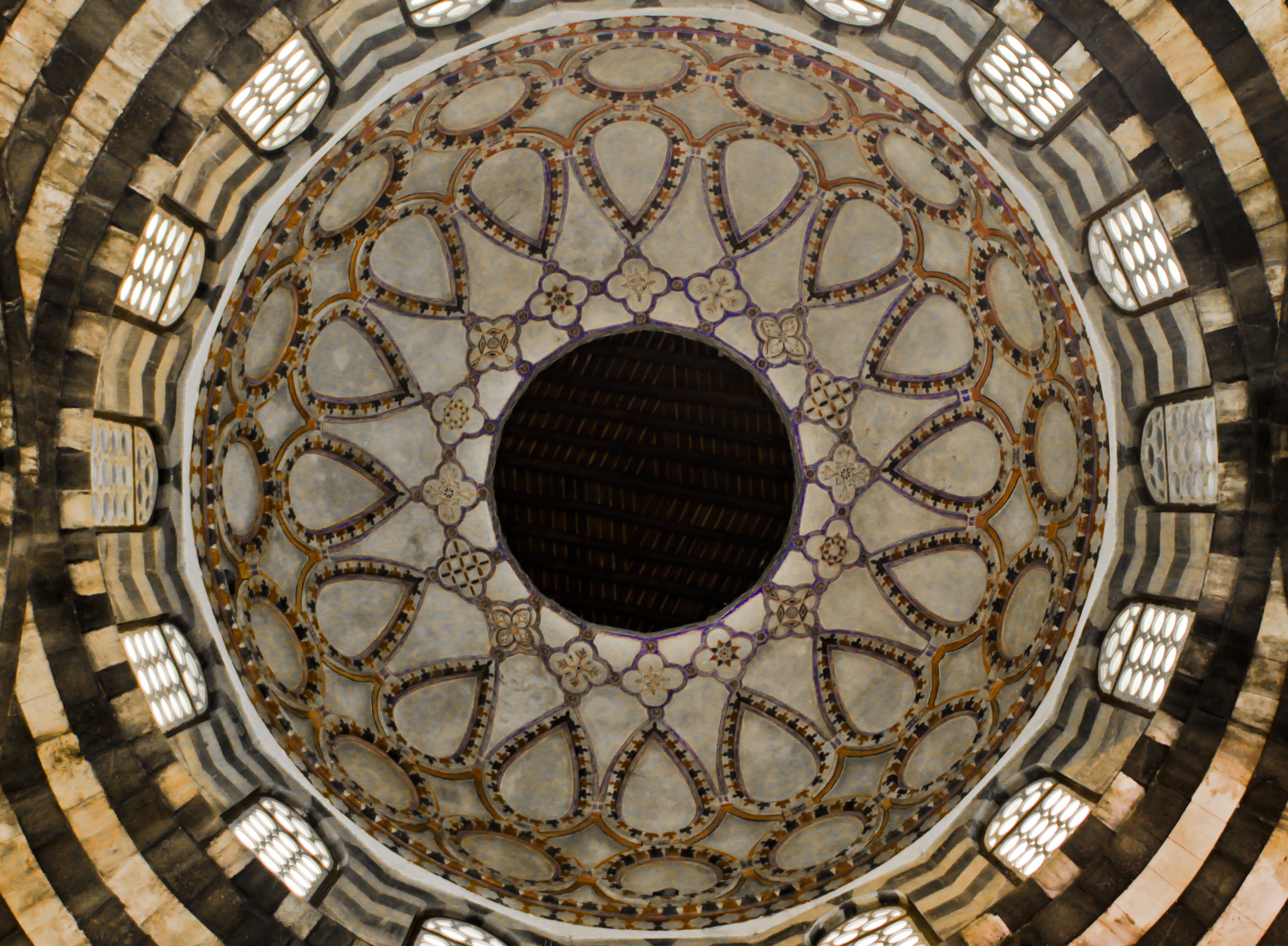
Particolare di una cupola.

Venne costruito tra il 1751 e il 1752 da Azim Pascià, il governatore di Damasco.
L'edificio, a bande di calcare e basalto nero, si sviluppa su due piani attorno a un cortile centrale, secondo l'architettura tipica dei caravanserragli ottomani. Khan As'ad Pasha si accede dal Suq al-Buzuriyyah, attraverso un gateway monumentale,. L'ingresso, ornato da sculture in pietra e coperto da un muqarnas a semi-cupola, conduce al cortile a pianta quadrata dove al piano terra erano i fondaci e al secondo piano, gli alloggi per i viandanti con più di ottanta camere disposte lungo una galleria.
Il cortile centrale è coperto da cupole e diviso in nove moduli quadrati uguali. Ogni modulo è coperto con una cupola rialzata su un tamburo traforato da venti finestre. Una fontana in marmo ottagonale occupa il centro del cortile sotto la cupola centrale.
Tre delle cupole del cortile andarono distrutte dal terremoto del 1758. Sostituite con assi di legno, le cupole vennero rifatte durante il grande restauro del 1990. All'inizio del XX secolo, il Khan non venne più utilizzato a fini commerciali e cadde in disuso. Dopo il restauro del 1990 ospita il Museo di Storia Naturale di Damasco.